# Циркуляційна система бурового розчину

Схема циркуляції промивальної рідини: 1 — буровий насос; 2 — стояк; 3 — гнучкий шланг; 4 — вертлюг; 5 — ведуча труба; 6 — гирло свердловини; 7 — бурильна колона; 8 — затрубний кільцевий простір; 9 — вибійний двигун; 10 — долото; 11 — зливна труба (розчинопровід); 12 — блок очищення; 13 — приймальні ємності;
14 — всмоктувальний патрубок; 15 — буровий шлам

Циркуляційна система бурового розчину — комплекс механізмів та обладнання, що входить до складу бурової установки і призначений:
- для очищення бурового розчину від вибуреної породи;
- зберігання запасу бурового розчину;
- приготування бурового розчину заданої щільності і якості;
- дегазації бурового розчину (при необхідності);
- хімічної обробки бурового розчину;
- долив розчину у свердловину;
- подачі розчину у свердловину:
- видалення шламу.

Обладнання циркуляційної системи традиційно поділяється на кілька блоків:
- блоки грубої і тонкої очистки;
- блок або блоки приготування бурового розчину;
- блоки зберігання розчину:
- система доливу розчину у свердловину;
- система видалення шламу.

Блоки очищення включають технологічне очисне обладнання. У залежності від вимог технології буріння, застосовується одно-, двох-, триступеневе і навіть чотириступеневе очищення бурового розчину. Для поліпшення якості очищення і зменшення викидів шламу з бурової установки, можливості його подальшої утилізації застосовується чотириступінчаста система очищення, яка забезпечує стійке очищення бурового розчину на бункер-осаджувачах, віброситах, піско- та муловідділювачах із висушуваючим віброситом (з використанням ситогідроциклонних сепараторів) і центрифугах. Іноді до очисного обладнання відносять і дегазатори або сепаратори газу з бурового розчину, що встановлюються до або після вібросит.
Буровий розчин готується в спеціальному блоці, призначеному для змішування стандартних глинопорошків обважнювачів або хімічних реагентів у сухому або рідкому вигляді з водою до досягнення необхідної концентрації. До складу блоків приготування зазвичай входить ємність або ємності невеликого обсягу (8—12 м³) для зберігання приготованого розчину. По мірі готовності розчин з цих ємностей перекачується в основні ємності циркуляційної системи або безпосередньо у свердловину. Змішування здійснюється за допомогою відцентрового насоса, що перекачує воду або буровий розчин через інжектор, що всмоктує сухий компонент, безпосередньо з тари або при засипанні його в бункер воронки.
Блоки зберігання являють собою ємності різних конструкцій, закриті зверху настилом і оснащені люками для обслуговування, сходами, донними клапанами для зливу залишків бурового розчину або промивної рідини. Іноді вони мають люки у бічних стінках для ручної зачистки. Ємності забезпечуються механічними і гідравлічними перемішуючими пристроями, що перешкоджають осіданню твердої фази з бурових розчинів.
Система видалення шламу призначена для збору шламу після очисного обладнання, його транспортування і видалення за межі бурової установки в процесі буріння.
Система шлаковидалення включає в себе шнековий транспортер або кілька конвеєрів із приводом і додатковими пристроями. Привід конвеєра може забезпечувати його роботу в різних режимах швидкості в залежності від кількості шлаку, що надходить. Розвантаження шлаку може здійснюватися в шлакову яму, якщо дозволяють умови, або в проміжний бункер, або в кузов автомобіля для вивозу до місця утилізації.
Крім описаних основних блоків до складу циркуляційної системи входять системи освітлення, опалення, примусової і витяжної вентиляції, прилади контролю, що входять у систему контролю параметрів буріння бурової установки, а також система трубопроводів і запірної арматури.
У всіх циркуляційних системах для перекачування бурового розчину застосовуються шлакові відцентрові електронасосні агрегати. Потужність приводу насосів вибирається залежно від щільності розчину від 30 до 75 кВт. Продуктивність насосів не менше 150 м³/год.